# 蒙地奇托利歐方尖碑
蒙地奇托利歐方尖碑（義大利語：Obelisco di Montecitorio）是位於羅馬的一座古埃及方尖碑，修建於普薩美提克二世（西元前595至589年）統治時期，在搬到羅馬之前位於赫里奧波里斯。蒙地奇托利歐方尖碑高21.79（71英尺），算上底座和球體部分高33.97（111英尺）。